# Gretchen Dutschke-Klotz

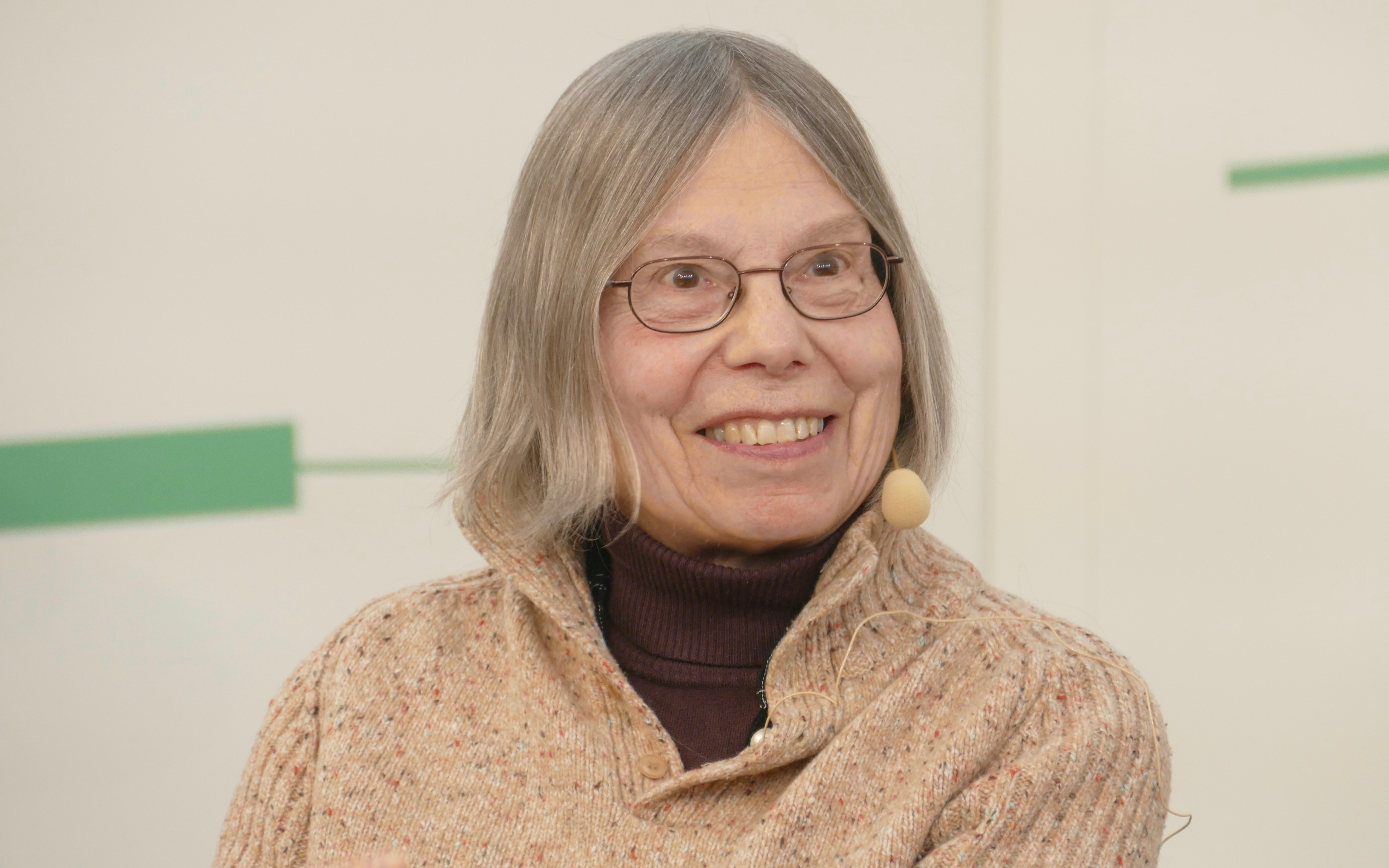
Gretchen Dutschke-Klotz stellte 2018 auf der Leipziger Buchmesse ihr Buch 1968: Worauf wir stolz sein dürfen vor

Gretchen Dutschke-Klotz (Anhörenⓘ), geb. Klotz (* 3. März 1942 in Oak Park, Illinois), ist eine aus den USA stammende Autorin und ehemalige Studentenaktivistin. Sie war die Ehefrau des 1979 verstorbenen Aktivisten der deutschen 68er-Bewegung Rudi Dutschke.

## Leben
Gretchen Klotz ist die Tochter eines Apothekers und einer Hausfrau. Sie wuchs in einem evangelikalen Elternhaus auf. Am Wheaton College in Illinois begann sie ein Theologiestudium. Als Passagierin eines Frachtschiffs kam sie nach Antwerpen und begann einen Deutschkurs am Goethe-Institut in München. Bei einem Besuch in West-Berlin lernte sie im Sommer 1964 Rudi Dutschke kennen. Nach ihrer vorübergehenden Rückkehr in die USA bot sie ihm brieflich eine freie Partnerschaft an, da sie ihn in seiner politischen Arbeit unterstützen und nicht einengen wollte. Im März 1965 willigte Dutschke ein, worauf Klotz nach Deutschland zog und ein Theologiestudium in Hamburg begann.

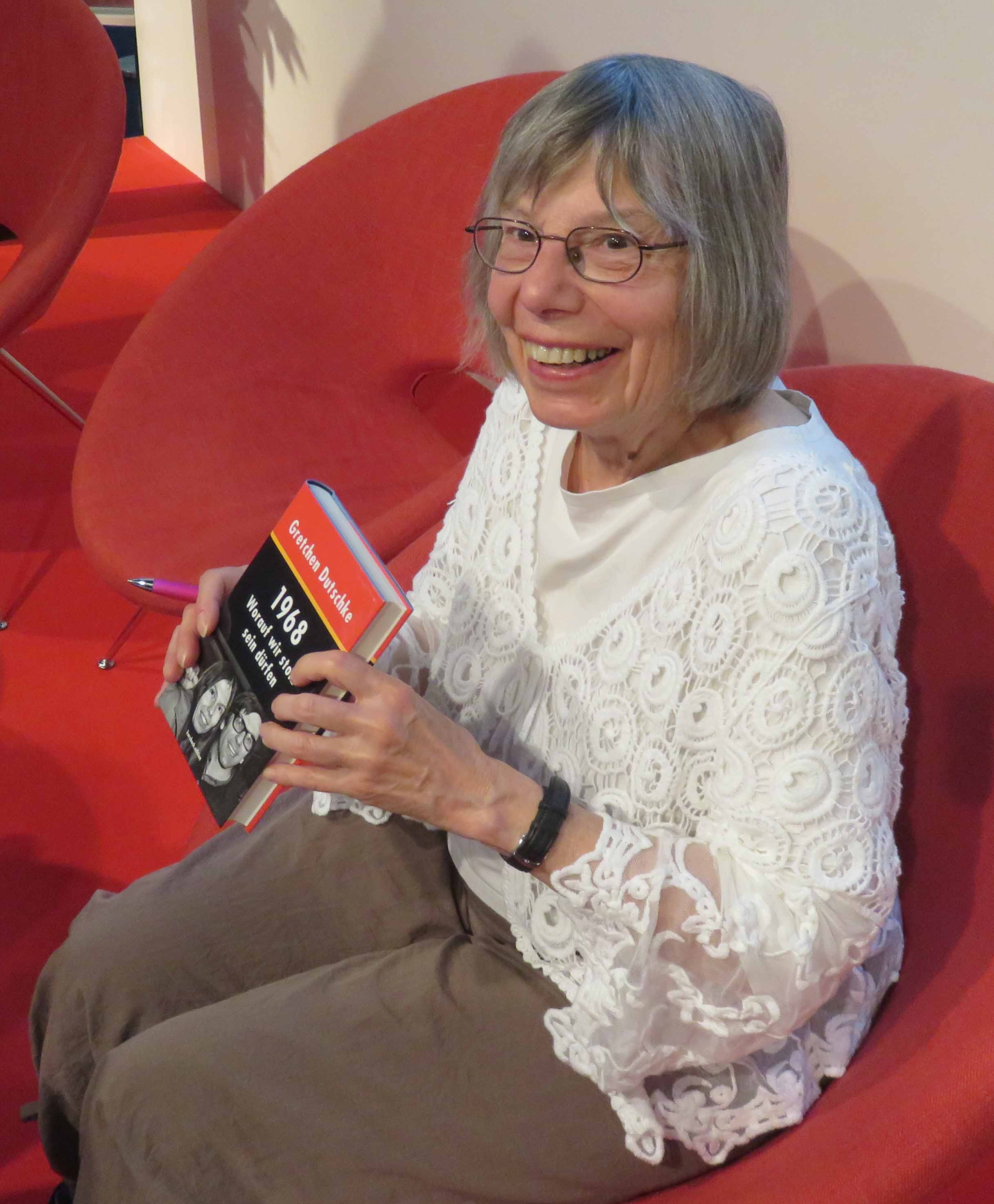
Gretchen Dutschke-Klotz auf der Frankfurter Buchmesse (2018)

Doch bald wollte das Paar zusammenleben, was in Dutschkes Freundeskreis abgelehnt wurde:

„Feste Bindungen, Ehen gar, waren unter Rudis Bekannten verpönt. Frauen galten als Zubehör, das nach Belieben weggelegt werden konnte.“

Sie bezogen im Dezember 1965 in Berlin eine gemeinsame Wohnung und planten auch zu heiraten:

„Das beendete den Erklärungsnotstand gegenüber unseren Eltern. Und das brachte Geld, denn der Senat zahlte damals jedem Paar, das in West-Berlin heiratete, 3000 Mark.“

An der Freien Universität Berlin setzte Klotz ihr Theologiestudium bei Helmut Gollwitzer fort und schloss es nach einigen Unterbrechungen 1971 mit dem Magisterexamen ab. Das Thema ihrer Abschlussarbeit waren „revolutionäre Bewegungen zur Zeit Christi“. Gollwitzer gehörte mit seiner Frau bald zu ihrem engeren Freundeskreis; er ließ die Familie Dutschke zeitweilig in seiner Villa in Berlin-Dahlem wohnen und kümmerte sich nach dem Tode Dutschkes um dessen Beerdigung.
Gretchen Klotz versuchte, in ihrer Partnerschaft die Gleichberechtigung von Mann und Frau umzusetzen. Am 23. März 1966 heiratete sie Dutschke und hatte mit ihm im Verlauf ihrer Ehe drei Kinder (Hosea-Che, Polly-Nicole und Rudi-Marek, der erst nach dem Tod seines Vaters zur Welt kam). Sie war eine der ersten Partnerinnen linker Studentenführer im damaligen Sozialistischen Deutschen Studentenbund, die sich für die Belange der Frauen einsetzte. Die Idee der Kommune I als einer kollektiven, nicht entfremdeten Arbeits- und Lebensgemeinschaft ging ursprünglich auf ihre Initiative zurück.
Auch als Mutter nahm Dutschke-Klotz regen Anteil an den politischen Aktivitäten der West-Berliner Studentenbewegung. Nach dem Attentat auf ihren Mann half sie ihm in monatelanger intensiver Betreuung, sein Sprachzentrum wieder zu entwickeln und neu sprechen zu lernen. Nach Dutschkes Tod 1979 zog sie 1985 zurück in die USA, wo sie in Waltham, Massachusetts, lebte. Gretchen Dutschke-Klotz kehrte 2009 nach Deutschland zurück. Seit 2010 ist sie wieder in Berlin wohnhaft.

## Dutschke-Biographie

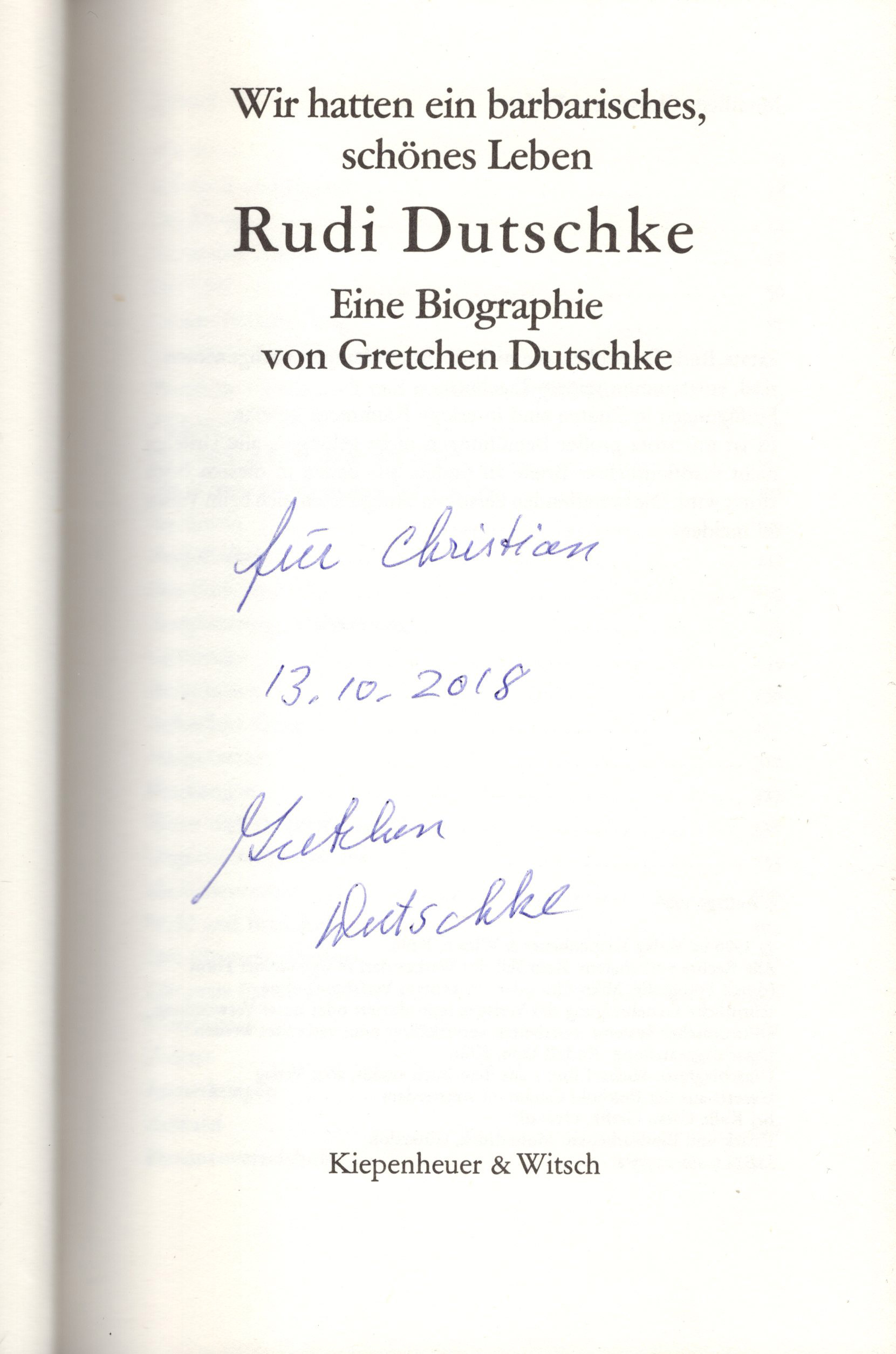
Von Gretchen Dutschke signierte Buchseite in ihrer Biographie Wir hatten ein barbarisches, schönes Leben (2018)

Gretchen Dutschke-Klotz ist die Autorin der bislang detailreichsten Biographie über Rudi Dutschke, die sowohl seine Herkunft und privaten Verhältnisse als auch seine politische Entwicklung ausführlich und persönlich, aber auch kritisch darstellt. Sie enthält viele Informationen, die bis dahin kaum oder gar nicht bekannt waren, etwa Dutschkes positives Verhältnis zur Deutschen Einheit oder seine Utopie einer Berliner Räterepublik analog zur Pariser Kommune.
Ferner veröffentlichte sie 2003 Dutschkes Tagebücher, die er von 1963 bis zu seinem Tod 1979 geführt hatte. Im Nachwort dazu setzt sie sich mit verschiedenen heutigen Deutungen der Politik ihres Mannes auseinander. Insbesondere dessen nationalistische Vereinnahmung durch ehemalige Mitstreiter wie Bernd Rabehl findet ihren energischen Widerspruch.
Ausgehend von unter anderem Dutschkes Tagebüchern und den Büchern von Gretchen Dutschke-Klotz entstand 2009 der kombinierte Dokumentar- und Spielfilm Dutschke, in dem sie auch auftrat beziehungsweise von Emily Cox dargestellt wurde.
2018 – 50 Jahre nach der 68er-Bewegung – blickt Gretchen Dutschke in einem neuen Buch 1968. Worauf wir stolz sein dürfen auf ihr Leben und die Erfolge der Bewegung zurück.

## Schriften
- Rudi Dutschke. Wir hatten ein barbarisches, schönes Leben. Eine Biographie. Kiepenheuer und Witsch, Köln 1996, ISBN 978-3-462-02573-6.
- als Hg.: Rudi Dutschke: Jeder hat sein Leben ganz zu leben. Die Tagebücher 1963–1979. Kiepenheuer und Witsch, Köln 2003, ISBN 978-3-442-73202-9.
- 1968. Worauf wir stolz sein dürfen. Kursbuch Kulturstiftung gGmbH, Hamburg 2018, ISBN 978-3-961-96006-4.[7]
- Gretchen Dutschke, Cornelia Dildei: Auf stacheligen Wegen zur Befreiung. Immer wieder Aufbruch und Neuanfang. trafo Literaturverlag, Berlin 2024, ISBN 978-3-86465-183-0 (347 S.).